# Collectief particulier opdrachtgeverschap
Collectief particulier opdrachtgeverschap (CPO) is een ontwikkelvorm die valt binnen het particulier opdrachtgeverschap.
Bij deze ontwikkelvorm houdt een groep particulieren (collectief) volledige zeggenschap over de uiteindelijk te realiseren woningen.

## Varianten
Er zijn twee varianten in collectief particulier opdrachtgeverschap. Bij de eerste variant is er al een groep waarna er een locatie wordt gezocht, hierbij is een bewonersgroep de initiatiefnemer. Bij de tweede variant is de gemeente de initiatiefnemer, en neemt het initiatief door gronden te reserveren voor CPO.
Het project kan geïnitieerd worden door enkele mensen die hun eigen huis met behulp van CPO willen realiseren. Met deze gedachte worden andere leden geworven, en deze groep mensen worden in vroegtijdig stadium verenigd in een stichting of vereniging zonder winstoogmerk. 
De stichting of vereniging wordt de opdrachtgever richting de overige partijen – waaronder bijvoorbeeld de architect en de aannemer – en kan mogelijk worden begeleid door een externe en onafhankelijke adviseur. In het begin worden de statuten opgesteld waarin onder andere wordt vastgelegd hoe de besluitvorming plaats zal vinden. Een aantal besluiten zullen door het collectief in het geheel gemaakt worden, andere beslissingen worden individueel gemaakt.

## Voor- en nadelen
Een voordeel van collectief opdrachtgeverschap is het schaalvoordeel dat te behalen valt, hierdoor is het mogelijk om een betaalbare woning te realiseren. 
Daarnaast wordt het risico over het gehele collectief verspreid in plaats van een enkelvoudige opdrachtgever. Andere voordelen die bouwen in CPO biedt zijn overeenstemmend met beleidsdoelstellingen:
- Vergroting van de sociale cohesie ofwel sociale binding in een buurt
- Het bieden van woningen op maat voor doelgroepen van beleid
- Differentiatie van het woningaanbod
- Er wordt zeer sterk ingespeeld op de markt

Nadelen zijn dat processen vaak erg lang duren waardoor veel projecten uiteindelijk niet van de grond komen. Daarnaast moet geïnvesteerd worden in adviseurs – zoals bouwbegeleiders en architect – en eventueel bouwgrond terwijl dan nog vaak geen hypotheek mogelijk is.  